# Nieznany
Nieznany – polski film wojenny z 1964 roku w reżyserii Witolda Lesiewicza.

## Opis fabuły
Akcja filmu rozgrywa się w roku 1943. Z radzieckiego obozu pracy uciekają dwaj Polacy. Ich celem jest przedostanie się do formującego się nad Oką Wojska Polskiego. Po walce w bitwie pod Lenino docierają wreszcie do Polski.

## Obsada aktorska
- Leszek Herdegen jako Bogdan Sowik
- Bronisław Pawlik jako Stanisław Krawczyk
- Bolesław Płotnicki jako plutonowy Rysiewicz
- Stanisław Zaczyk jako porucznik Nagraba
- Maria Ciesielska jako Ludka
- Zofia Niwińska jako majorowa
- Jolanta Czaplińska jako Sonia
- Halina Dunajska jako maszynistka
- Bohdan Ejmont jako oficer radziecki
- Andrzej Krasicki jako żołnierz
- Gustaw Lutkiewicz jako Florczak
- Zdzisław Szymborski jako Lewandowski
- Janusz Paluszkiewicz
- Zygmunt Listkiewicz